# Петрохемија
Петрохемија је грана хемије која проучава трансформацију сирове нафте и природног гаса у неке друге корисне супстанце, као на пример пластичне масе, вештачки каучук, лекове, козметичке препарате, експлозив итд.